# Marrismus
Der Marrismus ist eine vom russischen Archäologen und Linguisten Nikolai Jakowlewitsch Marr in den 1920er Jahren begründete sprachwissenschaftliche Theorie, die auf der Spiegelung ökonomischer Verhältnisse in der Linguistik beruht (vgl. Abbildtheorie). Er wurde vor allem in der Sowjetunion bis in die 1950er Jahre bestimmend, bis er entschieden abgelehnt wurde.